# Stade clermontois rugby
Le Stade clermontois rugby est un club de rugby à XV basé à Clermont-Ferrand.
Fondé en 1923, il constitue la section rugby du Stade clermontois omnisports.

## Histoire
Le Stade clermontois est fondé en 1923, issu de la fusion du Club amical sportif clermontois, du Gaulois Athlétique Club et du Sport olympique clermontois.
Pendant deux décennies, le club évolue entre les première et deuxième divisions du championnat de France,.
Peu après la reprise des activités sportives post-Seconde Guerre mondiale, la section rugby connaît des difficultés financières, conduisant à sa dissolution au sein de la structure omnisports. Elle renaît en 1955, sous l'impulsion de l'amicale des anciens joueurs.
En 2003, le Stade clermontois et le Cournon Rugby, anciennement Fraternelle amicale Cournon Le Cendre, fusionnent pour donner naissance au Rugby Club Clermont Cournon d'Auvergne, aussi connu sous son acronyme R3CA. L'entité du Stade clermontois quitte l'association en 2010, reformant ainsi la section rugby du Stade clermontois.

## Joueurs internationaux
La liste suivante énumère les joueurs internationaux passés par le club,,  :
- Lucien Caron
- Aziz Chahid
- Frédéric Costes
- Jacques Cristina
- Abdel Farouani
- Jean-Claude Langlade
- Roger Paul
- Jacques Rougerie
- Maurice Savy
- Laurent Seigne
- Brian Thomas